# Trish (Devil May Cry)
Trish là nhân vật nữ chính đồng hành cùng Dante trong series game Devil May Cry. Cô cũng xuất hiện trong Devil May Cry 2 như là một nhân vật chơi được trong màn bonus và không liên quan đến cốt truyện. Trish xuất hiện trong bản PS2 của Viewtiful Joe: Red Hot Rumble cùng với Dante. Ngoài ra cô cũng xuất hiện trong bản anime và chương 2 của tiểu thuyết cùng tên.

## Thiết kế
Trish mặc một bộ đồ đen bó sát hở vai. Tóc của cô màu vàng và buông xoã, ngoài ra ở cổ tay trái của cô đeo băng màu đen. Cô có khuôn mặt của Eva, người mẹ đã mất của Dante. Vì là quỷ nên cô có một vài năng lực như có thể bay hoặc sử dụng sấm sét.

## Cốt truyện

### Devil May Cry
Trish là quỷ được tạo ra bởi Mundus, cô mang khuôn mặt của mẹ Dante, Eva. Trish tìm đến văn phòng của Dante và tấn công anh. Sau này cô mới cho Dante biết là cô thuê anh để ngăn chặn sự quay lại của vua Mundus ở đảo Mallet, vì Mundus có ý định thống trị thế giới và mở cánh cổng của thế giới quỷ. Sau này Dante phát hiện ra Trish là một phần trong kế hoạch của Mundus, cô có khuôn mặt như Eva chỉ để dụ anh đến đảo và người của Mundus có thể giết Dante. Tuy nhiên, tình cảm của Trish cho Dante dần phát triển, cô quyết định phản bội Mundus và giúp Dante tiêu diệt hắn. Sau này cô làm việc cùng Dante với tư cách là cộng sự.

### Anime
Ở anime, Trish đã tách ra khỏi văn phòng của Dante và hoạt động một mình nhưng đôi khi vẫn làm việc cùng anh. Dante vẫn luôn để lời mời mở chào đón cô quay lại làm việc bất kì lúc nào.

### Devil May Cry 4
Trong phần 4, Trish quay lại văn phòng Devil May Cry và làm việc cùng Dante. Cô cải trang thành Gloria, một thành viên của Holy Knight. Cô đã để lộ danh tính khi Sanctus quyết định tạo ra Savior, một ác quỷ có sức mạnh lớn.